# Зареченский сельский округ (Акмолинская область)
Заре́ченский се́льский окру́г (каз. Заречный ауылдық округі) — административная единица в составе Есильского района Акмолинской области Республики Казахстан. Административный центр — село Заречное.

## География
Сельский округ расположен в северной части района, граничит:
- на юго-западе и юге с Знаменским сельским округом,
- на юго-востоке с Красногорской посёлковой администрацией,
- на северо-востоке и востоке с Шоптыкольским и Дружбинским сельскими округами района им. Габита Мусрепова Северо-Казахстанской области,
- на западе с Карамырзинским сельским округом Карасуского района Костанайской области.

По территории округа проходит река Ишим, вдоль которой расположены все населённые пункты округа.

## История
Первоначально Зареченский сельсовет образовалось в 1954 году, на базе которого в 1998 году образовался Зареченский сельский округ.
По состоянии на 1989 год в составе сельсовета насчитывалось 2 населённых пункта - посёлок Заречный и село Дальное.

## Население
| Динамика численности населения | Динамика численности населения | Динамика численности населения | Динамика численности населения |
| 1989                           | 1999                           | 2009                           | 2022                           |
| ------------------------------ | ------------------------------ | ------------------------------ | ------------------------------ |
| 1 618                          | 1 495                          | 1 220                          | 967                            |

### Национальный состав
Национальный состав сельского округа на 1 января 2022 года (по убыли):
| Национальность | Численность (чел.) | Процентное соотношение |
| -------------- | ------------------ | ---------------------- |
| Русские        | 394                | 40,74%                 |
| Украинцы       | 207                | 21,41%                 |
| Немцы          | 186                | 19,23%                 |
| Казахи         | 98                 | 10,13%                 |
| Белорусы       | 44                 | 4,55%                  |
| Другие         | 38                 | 3,93%                  |
| Всего          | 967                | 100,00%                |

### Половозрастной состав[1]
- Мужчины: 465 (48,09 %).
- Женщины: 502 (51,91 %).

Возрастной состав:
| Возраст     | Численность (чел.) | Процентное соотношение |
| ----------- | ------------------ | ---------------------- |
| 0 — 16 лет  | 232                | 23,99%                 |
| 17 — 30 лет | 143                | 14,79%                 |
| 31 — 63     | 445                | 46,05%                 |
| 64+         | 147                | 15,02%                 |
| Всего       | 967                | 100,00%                |

Инвалидов — 21 чел. (2,17 %).

### Занятность население[1]
Численность экономически активного населения в округе составляет 530 человек (54,81 %). В том числе работающие по найму — 438, работодателей — 7, индивидуальных предпринимателей в округе — 18, занятых в личном подсобном хозяйстве — 67.

### Демографическая ситуация[1]
За период 01.01.2021 — 01.01.2022 в округе родилось 9 детей, умерло — 19 человек, переехало на постоянное место жительства в Зареченский сельский округ 12 человек, выехало — 66 человек.

## Состав
В нынешний момент в состав сельского округа входят 2 населённых пункта:
| № | Населённый пункт | Тип населённого пункта       | Население, 1989 | Население, 1999 | Население, 2009 | Население, 2022 |
| - | ---------------- | ---------------------------- | --------------- | --------------- | --------------- | --------------- |
| 1 | Заречное         | село, административный центр | 1 458           | 1 495           | 1 080           | 878             |
| 2 | Дальное          | село                         | 160             | -               | 140             | 89              |

## Экономика
Экономика сельского округа имеет сельскохозяйственную направленность.
Сельское хозяйство округа представлено 9-ти хозяйствующими субъектами, из которых — 1 ТОО и 8 к/х.
| № | Наименование       | (га)  |
| - | ------------------ | ----- |
| 1 | ТОО «Заречный»     | 4 400 |
| 2 | к/х «Асылбек»      | 621   |
| 3 | к/х «Дружба»       | 323   |
| 4 | к/х «Владимир и К» | 881   |
| 5 | к/х «Марианна»     | 382   |
| 6 | к/х «Шолпан»       | 408   |
| 7 | к/х «Моня»         | 110   |
| 8 | к/х «Каирхан»      | 200   |
| 9 | к/х «Валерик»      | 174   |

Поголовье скота в личных подсобных хозяйствах на 1 января 2022 года:
КРС — 1039 голов, в т.ч. маточное поголовье — 543, свиней —  1648 голов, лошадей — 461 голова, МРС — 805 голов, и птицы — 7398 голов.

## Объекты округа

### Объекты образования
В округе работает Зареченская СШ (11 классов) с русским языком обучения, количество учащихся – 170 человек. Педагогический коллектив составляют 23 учителя, в том числе (чел.):
- с высшей категорией - 1,
- с первой категорией - 3,
- со второй - 1,
- без категории - 6,
- педагог-эксперт - 4,
- педагог–модератор - 6,
- педагог-исследователь - 1.

Детский сад «Айналайын» на 100 мест, всего воспитанников - 58. Педагогический состав: 9 педагогов, из них (чел.):
- с высшим - 1,
- со средне-специальным - 8,
- со второй категорией - 1,
- педагог-модератор - 2.

### Объекты здравоохранения
В округе имеется врачебная амбулатория.

#### Covid-19
На начало 2022 года прошли вакцинацию 540 человек, что составляет 78 % от плана, ревакцинацию прошли 69 человек.

### Объекты культуры и спорта
В округе функционирует 1 сельский клуб, 2 библиотеки (школьная и сельская), 1 стадион, 1 спортзал и 2 спортплощадки.

## Коммунальные услуги
Водооснабжение населения и хозяйствующих субъектов осуществляется через систему водопроводов протяженностью около 10 км., имеются четыре артезианские скважины, в с. Дальное имеются индивидуальные колодцы.
В сельском округе насчитывается более 90 бань.
Поставка газа потребителям производится фирмой «Атбасар газ».

## Управление

### Аким
Решением Есильской районной территориальной избирательной комиссии № 3 от 27 июля 2021 года Корн Юлия Николаевна (1976 года рождения) избрана акимом Зареченского сельского округа.

### Местное самоуправление[1]
За 2021 год поступили налоги в сумме 3452,5 тысяч тенге при плане 3007,0 тысячи тенге (превышение плана на 445,5 тыс.тенге):
- ИПН – 53,5 тыс. тенге,
- налог на транспорт с юридических лиц – 915,6 тыс. тенге,
- земельный налог – 654,7 тыс.тенге и налога на имущество – 105,5 тыс. тенге,
- налог на транспорт с физических лиц – 1723,2 тыс. тенге.